# Cratere Marco Polo
Marco Polo è un cratere lunare intitolato all'esploratore veneziano Marco Polo. Si trova ai piedi della catena montuosa nota come Montes Appenninus, 20 km ad ovest del Mare Vaporum; nei dintorni non c'è alcun cratere degno di nota.
La formazione è allungata in direzione sud-sudest, e presenta delle pareti esterne pesantemente erose. La parte meridionale del bordo è quasi scomparsa, e si osserva uno stretto crepaccio all'estremità settentrionale del cratere. Parti delle pareti sono ancora visibili lungo i lati ovest e nordest, ma sono poco più che delle creste di forma circolare. Il fondale non mostra segni particolari, tranne che per un piccolo cratere lungo la parete interna sudovest.

## Crateri correlati
Alcuni crateri minori situati in prossimità di Marco Polo sono convenzionalmente identificati, sulle mappe lunari, attraverso una lettera associata al nome.
| Marco Polo | Latitudine | Longitudine | Diametro |
| ---------- | ---------- | ----------- | -------- |
| A          | 14.9° N    | 2.0° W      | 7 km     |
| B          | 17.2° N    | 1.9° W      | 7 km     |
| C          | 14.0° N    | 5.0° W      | 7 km     |
| D          | 15.0° N    | 3.7° W      | 6 km     |
| F          | 15.7° N    | 4.5° W      | 4 km     |
| G          | 16.7° N    | 1.9° W      | 5 km     |
| H          | 17.8° N    | 1.7° W      | 6 km     |
| J          | 17.9° N    | 1.2° W      | 5 km     |
| K          | 18.2° N    | 1.4° W      | 10 km    |
| L          | 14.8° N    | 5.0° W      | 19 km    |
| M          | 17.6° N    | 1.1° W      | 37 km    |
| P          | 16.9° N    | 0.2° W      | 31 km    |
| S          | 17.8° N    | 0.0° E      | 21 km    |
| T          | 13.6° N    | 1.0° W      | 3 km     |